# شهرستان الطویله
ناحیهٔ الطویله یک ناحیه در یمن است که در استان محویت واقع شده‌است.
ناحیهٔ الطویله ۵۸٬۸۶۲ نفر جمعیت دارد.